# الانتخابات البلدية التركية 2014

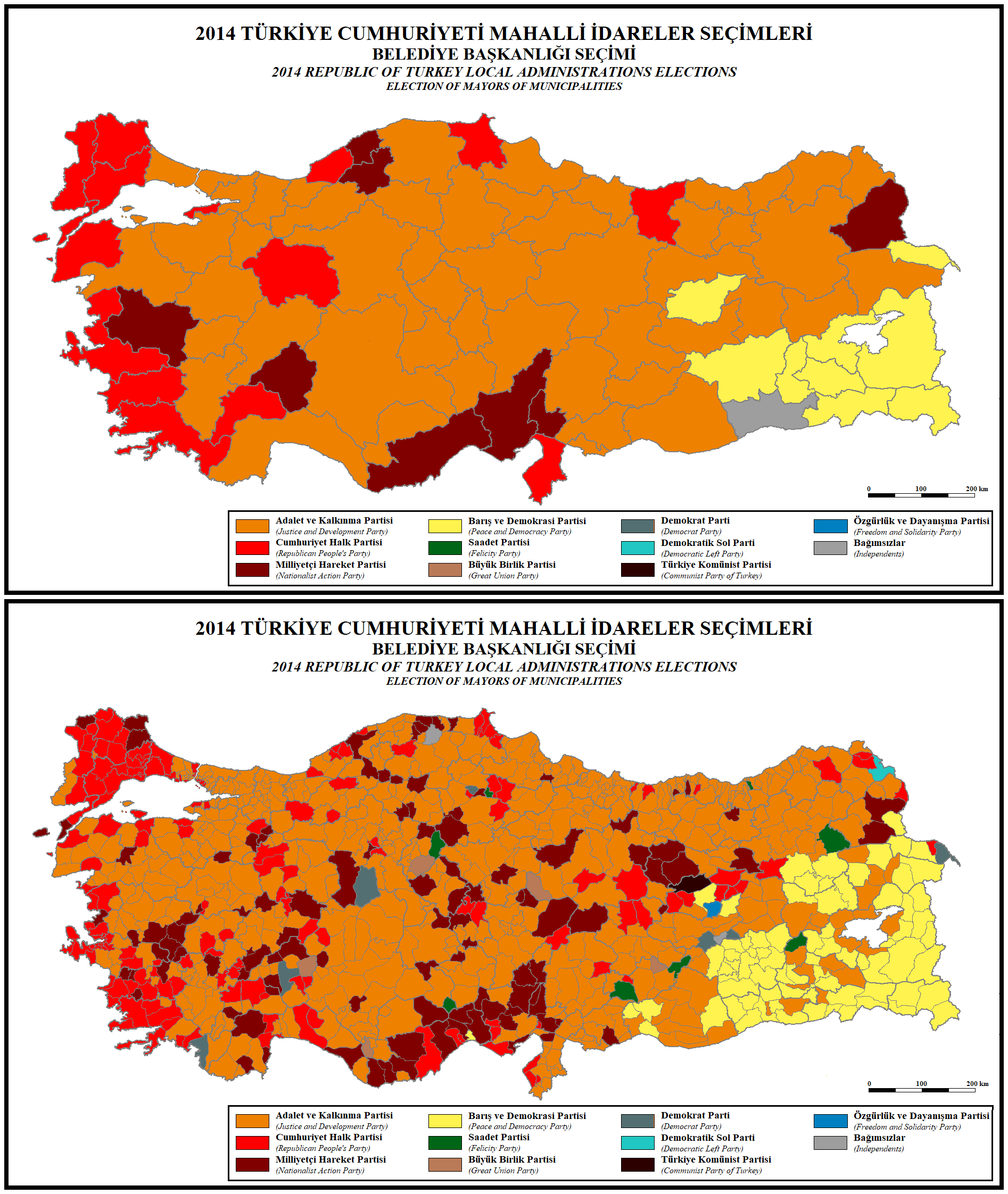
خريطة النتائج توضح الحزب الفائز حسب عواصم المحافظات (أعلى) وحسب مقاطعات تركيا (أسفل)

جرت الانتخابات المحلية في تركيا يوم 30 مارس 2014. وتم انتخاب محافظي العواصم والمناطق وكذلك أعضاء مجالسها المحلية في المدن، والمخاتير أو العُمَد و«مجالس الشيوخ» في المناطق الريفية (وأيضا في المحلات داخل المناطق الحضرية).وفي ضوء الجدل حول تلك الانتخابات، كان ينظر إليها على أنها «استفتاء» على حكومة رئيس الوزراء رجب طيب أردوغان. وكان يحق لنحو 50 مليون شخص التصويت فيها.
شابت الانتخابات مزاعم بتزويرها[هل المصدر موثوق به؟] وحدوث عنف فيها، ورفض كل من مرشحي المعارضة والحزب الحاكم على حد سواء الاعتراف بضروب واسعة من النتائج. وأحيلت حالات غش معتبرة في أنقرة  ويالوفا  إلى المجلس الانتخابي الأعلى التركي لإعادة النظر فيها.بأي حال، أعلن الحزب الحاكم (حزب العدالة والتنمية) النصر في الساعات الأولى من صباح 31 مارس  بحصولة على 43.31 ٪ من الأصوات. وجاء حزب الشعب الجمهوري المعارض في المركز الثاني بنسبة 25.59 ٪ من الأصوات ، وأعلن أنه سيقوم بتقديم شكاوى ضد التلاعب الانتخابي المزعوم. ، وأثار الكشف التدريجي عن ادعاءات بمخالفات واسعة النطاق في عدة مدن بعد الانتخابات احتجاجات مؤيدة للديمقراطية بعد الإعلان الأولى عن النتائج. بحلول 4 أبريل 2014، غيرت العديد من البلديات محافظيها بعد إعادة عد الأصوات، وشملت على الأخص يالوفا، وجاري حاليا إعادة العد في العديد من المناطق الأخرى المتنازع عليها.